# What's New Pussycat?
Pour les articles homonymes, voir What's New (homonymie).
Singles de Tom Jones
With These Hands
(1965) Lonely Joe
(1965)
What's New Pussycat? est une chanson de 1965 écrite par Burt Bacharach et Hal David, interprétée par Tom Jones. 

## Histoire
Enregistrée à Londres, la chanson se hisse à la 11e place des ventes de singles au Royaume-Uni et à la 3e place aux États-Unis. 
Faisant partie de la bande originale du film de 1965 Quoi de neuf, Pussycat ?, elle est nommée à la 38e cérémonie des Oscars dans la catégorie de l'Oscar de la meilleure chanson originale,.

## Reprises
Parmi les artistes reprenant le titre se trouvent The Four Seasons, Bobby Darin, Quincy Jones, Tony Bennett, Wyclef Jean, Sharleen Spiteri, Ron Thal et Leo Moracchioli.